# Czyżkówko II
Czyżkówko II – zlikwidowany wąskotorowy kolejowy przystanek osobowy na terenie Bydgoszczy, na osiedlu Czyżkówko, nad Kanałem Bydgoskim, należący do Bydgosko-Wyrzyskich Kolei Dojazdowych. Przystanek z powodu nierentowności trasy zamknięto w roku 1969, a ostatecznie zlikwidowano rok później. Nieistniejącemu już torowisku i przystankowi swoją nazwę zawdzięcza ulica Nad Torem.